# Kotatsu
Kotatsu (炬燵) é um móvel (geralmente pequeno mas também existente em tamanho grande) muito comum no Japão, especialmente nos meses de inverno ou em regiões de clima frio. Consiste em um tipo de mesa baixa (para que caibam as pernas das pessoas sentadas à volta) com um pequeno aquecedor elétrico embutido no centro, voltado para baixo, e um cobertor grosso "lacrando" a mesa pelos quatro lados para impedir que o ar quente escape - de uma forma similar a manter fechadas todas as portas e janelas em um ambiente com aparelho de ar-condicionado ligado para que o ar refrigerado não se dissipe.

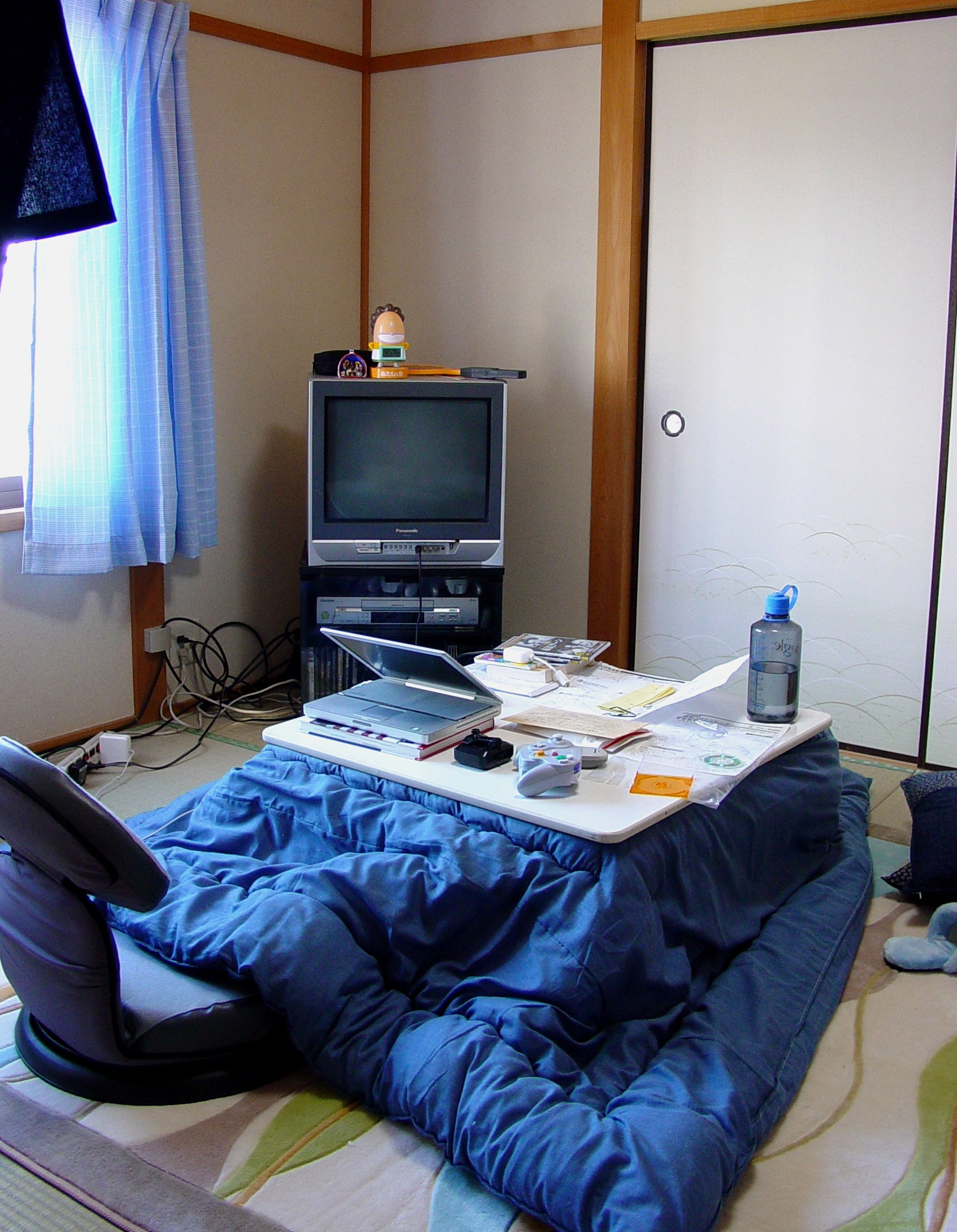
Um Kotatsu moderno num quarto no Japão.

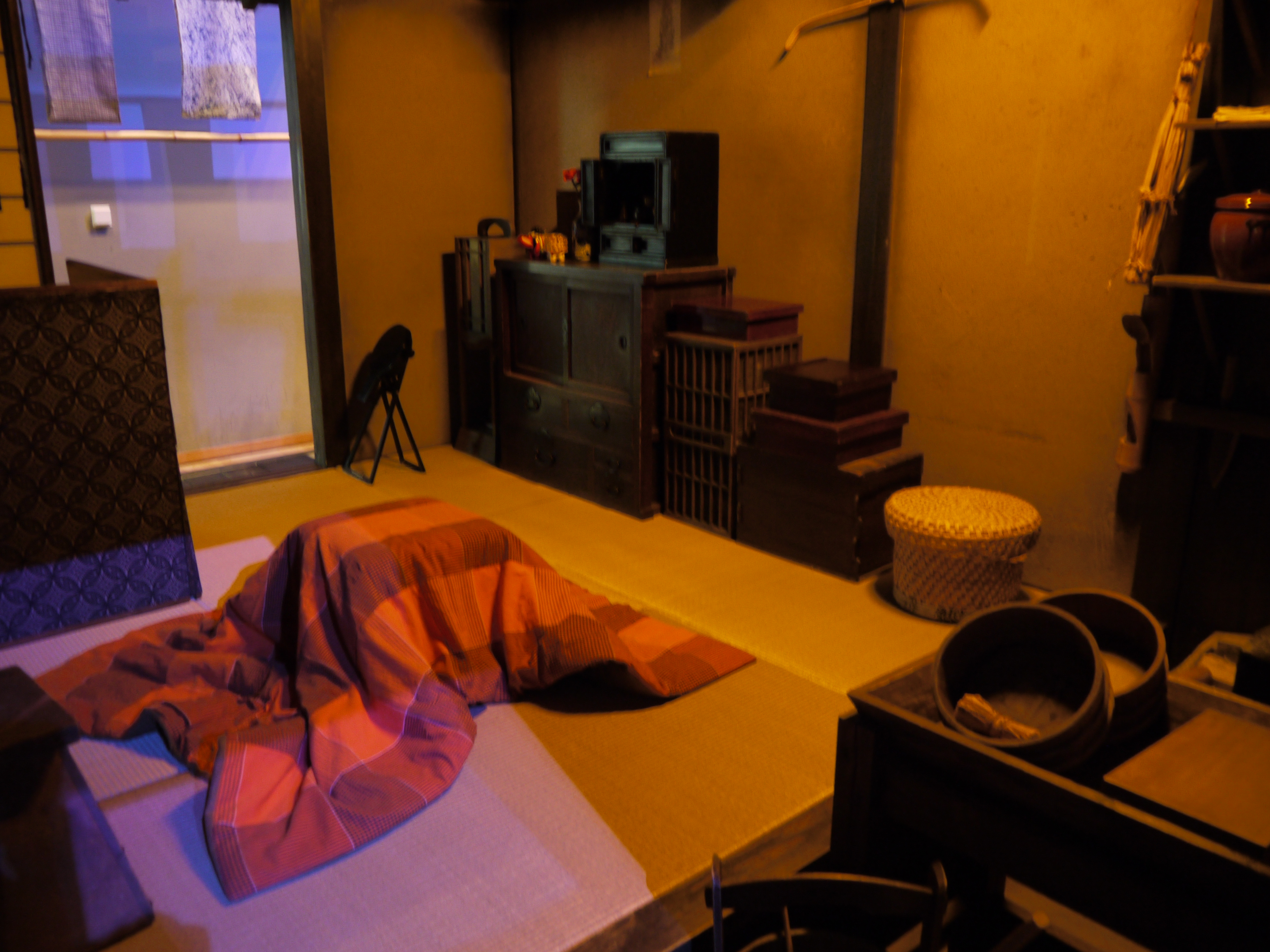
O kotatsu da era de Edo

o movél têm uma grande representação na cultura japonesa como jogos, anime entre outros. É comum representar o kotatsu como um movél usado por otaku's, pessoas perguiçosas, que o usam devido à sua diversa utilidade. 
Em battle cats pode ver se isto e no anime No game no life.